# Эгвекинот
Эгвекино́т (чук. Эрвыӄыннот) — посёлок городского типа, административный центр Иультинского района Чукотского автономного округа Российской Федерации.
В административном подчинении находится близлежащий посёлок энергетиков Озёрный.

## Этимология
Существует два варианта происхождения названия посёлка: от чукот. Эрвыӄыннот — «острая твёрдая земля», или от Эквыӄыннот — «высокая твёрдая земля» (от чук. ирв-/эрв- «острый», -ӄын — от -ӄыт «твёрдый», нут-/нот- «земля»).

## История
16 июля 1946 года в бухту Эгвекинот залива Креста прибыл пароход «Советская Латвия», на борту которого находились первые 1500 поселенцев — в основном, заключённые. Другой теплоход — «Тобол» — доставил дополнительно 2000 заключённых. В короткий срок, преодолевая значительные трудности, были построены посёлки Эгвекинот, Иультин, Озёрный, и проложена  трасса длиной 270 километров; были возведены электростанция, морской порт, автобаза, склады, жилые дома, объекты социальной сферы. В Эгвекиноте распологалось управление Чукотстройлага. Начиная с 1955 года началась постепенная замена заключённых на прибывающих по контрактам вольнонаёмных.  
Указом Президиума Верховного Совета РСФСР от 2 декабря 1953 года «Об образовании районов в составе Хабаровского края» в Чукотском национальном округе образован Иультинский район, в состав которого был включён населённый пункт Эгвекинот Анадырского района. Этим же Указом посёлок Эгвекинот определён центром Иультинского района.
Статус посёлка городского типа имеет с 1954 года.
С 2004 года посёлок Эгвекинот является также административным центром городского поселения Эгвекинот.

## Географическое положение
Посёлок расположен на берегу залива Креста Берингова моря в 32 километрах южнее Полярного круга и в 39 километрах восточнее 180-го меридиана, то есть в Западном полушарии. Посёлок окружён кольцом гор, высшей из которых является гора Матачингай. Расстояние до окружного центра составляет 235 км. Повсеместно распространена вечная мерзлота. Климат очень суров, что обусловлено его расположением в зоне влияния двух океанов, со сложной атмосферной циркуляцией, существенно различающейся в тёплое и холодное время года. Особенностью климата является отсутствие климатического лета: даже в самый тёплый месяц — июль — средняя температура воздуха не превышает +11 °С. Период со среднемесячной температурой выше 0 °С длится 4 месяца. Средняя годовая температура отрицательная — −5,4 °С.
В районе посёлка находится граница между восточным и западным полушариями. 22 сентября 2004 г. в долине реки Тадлеоан установлен красный столб — символический знак пересечения линии Северного полярного круга и 180-го меридиана. Это единственная точка, расположенная на суше, остальные точки пересечения 180-го меридиана по экватору и тропикам, — находятся в морских просторах.
| Показатель                    | Янв.  | Фев.  | Март  | Апр.  | Май   | Июнь | Июль | Авг. | Сен. | Окт.  | Нояб. | Дек.  | Год   |
| ----------------------------- | ----- | ----- | ----- | ----- | ----- | ---- | ---- | ---- | ---- | ----- | ----- | ----- | ----- |
| Абсолютный максимум, °C       | 6,3   | 5,1   | 6,0   | 7,8   | 23,0  | 28,8 | 30,6 | 25,0 | 19,4 | 12,8  | 7,9   | 9,5   | 30,6  |
| Средний суточный максимум, °C | −14,9 | −14,1 | −11,9 | −6,9  | 2,5   | 10,4 | 13,9 | 12,6 | 7,1  | −1,1  | −7,4  | −12,3 | −1,8  |
| Средняя температура, °C       | −18,8 | −18,2 | −16,3 | −10,9 | −0,8  | 6,0  | 10,1 | 9,2  | 4,2  | −3,6  | −10,4 | −15,8 | −5,4  |
| Средний суточный минимум, °C  | −22,6 | −22,1 | −20,6 | −15,1 | −3,8  | 2,5  | 7,2  | 6,5  | 1,5  | −6,2  | −13,5 | −19,3 | −8,8  |
| Абсолютный минимум, °C        | −45,8 | −46,9 | −41,4 | −36,1 | −27,8 | −7,1 | −0,1 | −6   | −10  | −23,9 | −36   | −38,1 | −46,9 |
| Норма осадков, мм             | 33    | 30    | 26    | 20    | 27    | 42   | 77   | 88   | 59   | 47    | 49    | 34    | 34    |
| Источник: Климат Эгвекинота   |       |       |       |       |       |      |      |      |      |       |       |       |       |

### Гидрологические условия
Граница городского поселения проходит по берегу бухты Эгвекинот, повторяя все его очертания по устью ручья Амынь. Гидрологическая сеть территории представлена преимущественно мелкими и крупными ручьями. Вода ручьев, впадающих в бухту, относится к классу ультрапресных.
Подземные воды на территории развиты в двух видах: надмерзлотные и подмерзлотные. Надмерзлотные воды образуются в летне-осенний период в грунте, оттаивающем за лето, и в подрусловых таликах. Подмерзлотные воды, расположенные ниже слоя многолетней мерзлоты, питаются за счёт поверхностных вод, проникающих на большую глубину по трещинам и участкам, где мёрзлые грунты не имеют сплошного распространения.

### Почва
Почвы территории представлены горно-тундровыми. Бо́льшую часть года (около 9 месяцев) в отдельных местах поселения, где существует многолетняя мерзлота, толща почвы образует сплошную мёрзлую массу. За короткое лето почвы оттаивают на 70-150 см.

## Население
| 1959  | 1970  | 1979  | 1989  | 1996  | 2002  | 2006  |
| ----- | ----- | ----- | ----- | ----- | ----- | ----- |
| 3015  | ↗3360 | ↗4657 | ↗5478 | ↘3918 | ↘2413 | ↗2440 |
| 2009  | 2010  | 2011  | 2012  | 2013  | 2014  | 2015  |
| ↘2349 | ↗2790 | ↘2297 | ↗2756 | ↘2734 | ↗2955 | ↗3034 |
| 2016  | 2017  | 2018  | 2019  | 2020  | 2021  | 2024  |
| ↘2815 | ↘2803 | ↗2899 | ↗3146 | ↘3139 | ↘3113 | ↗3516 |

### Демография
Число жителей п. Эгвекинот составляет более половины всех людей проживающих на территории Иультинского муниципального района (53,1 %). По состоянию на 2015 год, численность населения составляет 3021 человека.

### Национальный состав
По данным переписи, проведённой в 1989 году, национальный состав в процентном соотношении был следующим:
- русских — 79 %;
- украинцев — 12 %, белорусов — 2 %;
- коренной национальности — 2 %.

Уровень образованности довольно высокий:
- высшее образование имело 13 %;
- незаконченное высшее — около 2 %;
- среднее специальное — 25 %;
- среднее — 35 %.

Средний размер семьи — 3,2 человека.
Многодетных — 6,3 %.
Средний возраст — 28,1 лет.
Средняя заработная плата составила в 1995 году — 1676,1 тыс. руб. (732,2 тыс. руб.).

### Занятость
- Трудоспособного населения — 54 % (69 %).
- В государственном и муниципальном секторе занято 74 % (67 %) трудоспособного населения.
- Около 6 % (в возрасте от 16 лет) зарегистрированы как безработные.

На 1 января 1996 года на предприятиях и учреждениях Эгвекинота и Озёрного:
- МПУ ЖКХ — 603 (825) человека.
- Морской порт Эгвекинот — 87 (97) человек.
- ЭГРЭС — 289 (246) человек.
- ИДРСУ — 111 (141) человек.
- Райпищекомбинат — 44 (55) человек.
- Система просвещения — 558 (583) человек.
- Управленческий аппарат — 82 (50) человека.

## Культура
Краеведческий музей в Эгвекиноте представляет собой одну из достопримечательностей посёлка. В его собрании находится свыше 14 тысяч экспонатов, в которых отражена история развития района, его природные условия. Начинаясь как движение нескольких энтузиастов по сохранению исторического наследия, он получил звание народного, в короткий срок собрав огромное количество экспонатов. В 1988 году он стал филиалом музея, получив статус государственного.
Работает централизованная библиотечная система Иультинского района и Районный центр досуга и народного творчества.

## Образование
В Эгвекиноте работает Чукотский полярный техникум, одна общеобразовательная школа, вспомогательная школа, Центр дополнительного образования и одно дошкольное учреждение.
Эгвекинотская детская школа искусств основана в 1974 году. Начиная с 1995 года при художественном отделении открыт граверный класс (резьбы по кости) в рамках федеральной программы по развитию самодеятельного народного творчества.
В 1995 году в результате слияния Детско-юношеской спортивной школы и Центра детского творчества образован Центр дополнительного образования.

## Инфраструктура
Порт Эгвекинот — морской порт федерального значения. Основу грузооборота составляют уголь, генеральные и лесные грузы, контейнеры. Разрешён заход иностранных судов с экипажами, укомплектованными гражданами Российской Федерации.
Промышленные предприятия на территории городского поселения отсутствуют. В посёлке имеется автобаза, аэропорт, средняя школа, школа искусств, центр дополнительного образования детей, краеведческий музей, горнолыжная база, интернат. С 1946 года действует гидрометеорологическая станция.
Во время летней навигации в Эгвекинот заходит теплоход «Капитан Сотников», следующий по транзитному маршруту Анадырь—Лаврентия.
Два раза в неделю (во вторник и четверг) отправляется рейсовый автобус по маршруту «п. Эгвекинот — с. Амгуэма». Перевозки осуществляются на вахтовом автобусе Урал-4320.

## Связь
Посёлок расположен у подножья высокой горы, которая перекрывает горизонт на южное и юго-западное направление. Из-за этого до недавнего времени в посёлке не было прямой видимости ни на один спутник связи и все станции спутниковой связи размещались либо в 13 км от населённого пункта, либо непосредственно на сопке. Далее сигнал передавался в населённый пункт по местным радиорелейным линиям (услуги предоставляет ОАО «Чукоткасвязьинформ», АО «АМТЕЛ-СВЯЗЬ»). С 2015 года, когда КА Ямал-300К был перемещён с позиции 90° в. д. на геостационарной орбите в позицию 183° в. д. из посёлка появилась прямая видимость на данный космический аппарат.

## Памятники
- Мемориал военным лётчикам, погибшим в небе Чукотки в годы Великой Отечественной войны (1985).
- Памятник строителям автодороги Эгвекинот — Иультин (2014)[30].
- Закладной камень на месте будущего памятника в честь воздушной трассы Алсиб (2017).
- Памятник вертолёту Ми-4 у здания аэропорта «Залив Креста»[31].